# Pesnica pri Mariboru
Pesnica pri Mariboru je naselje (z manj kot 1000 prebivalci) in istoimenska krajevna skupnost, središče občine Pesnica. 
Leži severno od mesta Maribor, na nadmorski višini od 276 do 350 metrov. 
Kraj je dobil ime po reki Pesnici, ki teče južno pod naseljem. Skozi naselje teče potok Cirknica, ki se izliva v reko Pesnico.
Vas Pesnica (villa Peznitza) se najverjetneje prvič omeni v darilni listini koroškega vojvode Henrika IV. iz leta 1123, ki je vas podaril benediktinskemu samostanu svetega Pavla iz Labotske doline, katerega ustanovitelj je bil njegov oče, Engelbert I. Spanheimski.
Naselje se razteza od vzhodnega slemena Jelenč do zahodnega slemena Rance.
Leži na izredno pomembni prometni poti Dunaj-Trst,ki je bila že leta 1727 usposobljena za vozni promet. Velik razmah je kraj doživel z izgradnjo Južne železnice Dunaj-Gradec-Maribor-Ljubljana-Trst, saj je kraj dobil svojo železniško postajo. Pod vodstvom inženirja Carla von Ghege je prvi vlak pripeljal v Pesnico in s tem na ozemlje Slovenije 1. novembra 1845, na poskusni vožnji iz Gradca. Železniški promet je zaživel leta 1846. Številni premožnejši mariborski meščani so imeli v kraju svoje vinograde in posestva. Železnica je sprožila priseljevanje tako iz bližnjega mesta, kakor tudi iz drugih krajev monarhije. Zaradi močvirnate Cirkniške doline in spomladanskih poplav kraj ni razvil klasičnega vaškega jedra.
Med obema vojnama je bila Pesnica pri Mariboru znana kot središče pridelave in trgovine z jabolki.
Po letu 1945 se je Pesnica razvila v središče zahodnih Slovenskih goric. Iz ruralnega kraja, kjer so kmetje gojili predvsem sadje, zelenjavo in krompir, se je razvila v enega najpomembnejših krajev v severni Sloveniji, severno od reke Pesnica. V kraju je tudi sedež Upravne enote Pesnica, administrativne enote zahodnih Slovenskih goric. 
Osnovno šolo in vrtec so zgradili Nemci med II. svetovno vojno, kasneje so se razvili še številni klubi, društva in organizacije. 
Krajevna skupnost Pesnica pri Mariboru obsega območja naselij Dolnja Počehova, Gačnik, Jelenče, Pesnica pri Mariboru, Pesniški Dvor, Ranca, Spodnje Dobrenje. 
Med znanimi krajani so Tone Partljič, Danilo Rošker, Jan Muršak, Ivo Štandeker, France Filipič, Francka Varl-Purkeljc. 

## Kulturne znamenitosti
- Felberjeva vila - Pesnica pri Mariboru 18
- Weingerlova vila - Pesnica pri Mariboru 37